# 黑瀧村
黑瀧村（日语：／ Kurotaki mura */?）是位於日本奈良縣南部吉野地區的行政區劃，其地理位置相當於奈良縣的幾何中心。轄區皆位於山區之中，有多達97%的區域為山林地，也是吉野杉的主要產地；南側為大峰山脈，北側為吉野山，主要河川為黑瀧川，屬於吉野川的支流。

## 人口
| 黑瀧村人口分布圖 |                                               |  |
| 黑瀧村與日本全國年齡別人口分布比較圖 （2005年資料） | 黑瀧村的年齡、男女別人口分布圖 （2005年資料） |  |
| ■紫色是黑瀧村 ■綠色是全国 | ■藍色是男性 ■紅色是女性                       |  |
| 黑瀧村人口變化 \| 1970年 \| 2,009人 \| \| \| 1975年 \| 1,845人 \| \| \| 1980年 \| 1,788人 \| \| \| 1985年 \| 1,550人 \| \| \| 1990年 \| 1,472人 \| \| \| 1995年 \| 1,324人 \| \| \| 2000年 \| 1,194人 \| \| \| 2005年 \| 1,076人 \| \| \| 2010年 \| 840人 \| \| \| 2015年 \| 660人 \| \| \| 2020年 \| 623人 \| \| |                                               |  |
| 資料來源：日本總務省統計中心提供之人口普查數據 |                                               |  |
| 1970年 | 2,009人                                       |  |
| 1975年 | 1,845人                                       |  |
| 1980年 | 1,788人                                       |  |
| 1985年 | 1,550人                                       |  |
| 1990年 | 1,472人                                       |  |
| 1995年 | 1,324人                                       |  |
| 2000年 | 1,194人                                       |  |
| 2005年 | 1,076人                                       |  |
| 2010年 | 840人                                         |  |
| 2015年 | 660人                                         |  |
| 2020年 | 623人                                         |  |

## 歷史
自7世紀役小角開創修驗道之後，位於吉野山南側的本地即開始成為山伏修練的場所。
江戶時代黑瀧鄉開始發展林業，開始成為吉野杉的產地。
在1889年日本實施町村制時，將黑瀧鄉和丹生鄉合併設置為南芳野村，1912年南芳野村被廢除，分別在西半部設立丹生村，東半部則設立黑瀧村，1949年原屬黑瀧村位於北部的才谷地區改併入秋野村，此後黑瀧村的行政區劃至今皆未曾再有變動。

### 變遷表
| 1889年4月1日 | 1889年 - 1912年     | 1912年 - 1944年     | 1945年 - 1954年     | 1955年 - 1989年          | 1989年 - 現在            | 現在                     |
| ------------ | ------------------- | ------------------- | ------------------- | ------------------------ | ------------------------ | ------------------------ |
| 南芳野村     | 1912年7月1日 丹生村 | 1912年7月1日 丹生村 | 1912年7月1日 丹生村 | 1956年9月30日 併入下市町 | 1956年9月30日 併入下市町 | 1956年9月30日 併入下市町 |
| 南芳野村     | 1912年7月1日 黑瀧村 |                     |                     |                          |                          |                          |

## 交通
村內對外交通主要依賴奈良交通的客運往返位於大淀町的近畿日本鐵道吉野線下市口車站，轄內各地區之間則有社區巴士－黑瀧互動巴士。

## 觀光資源

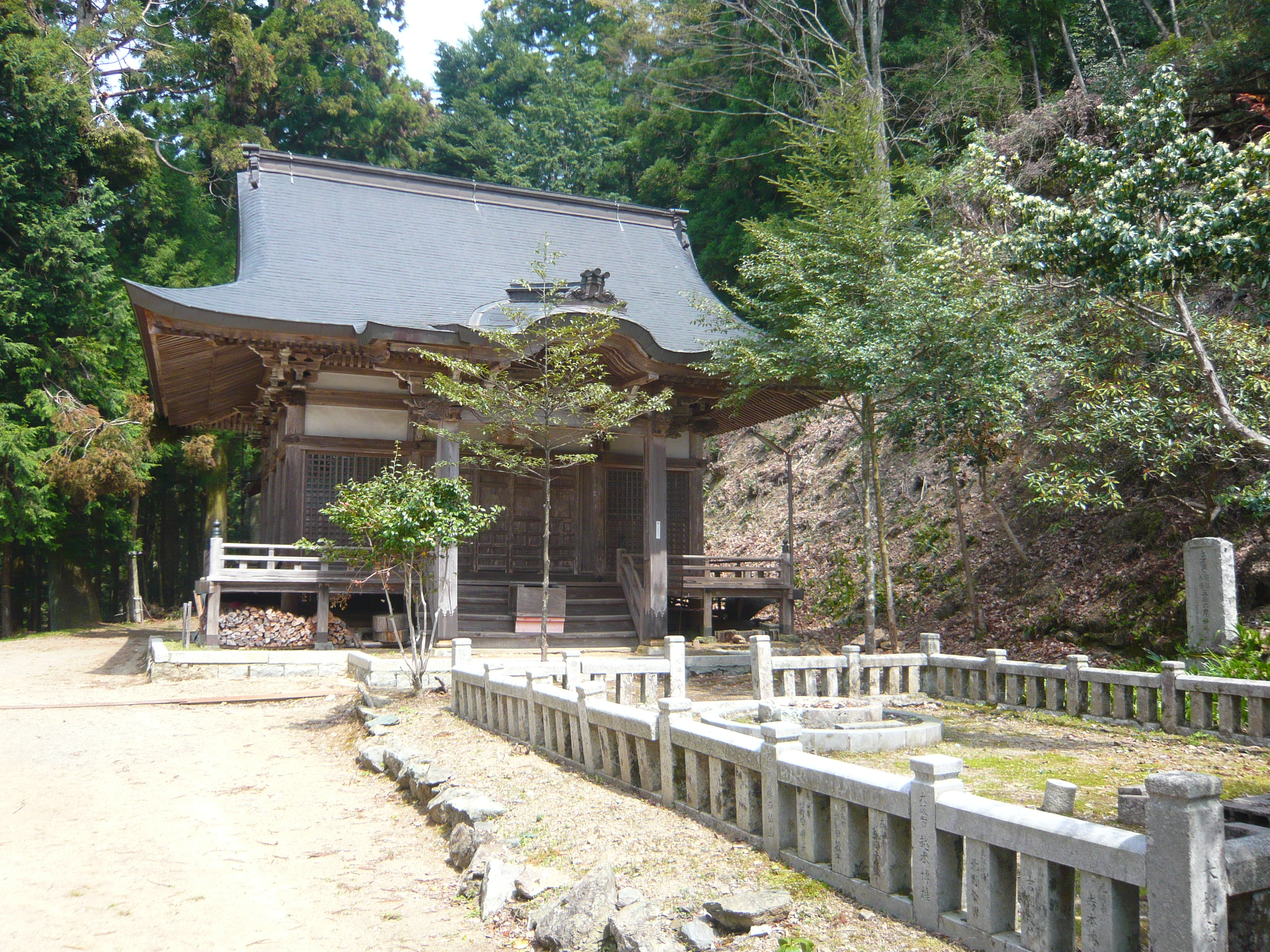
鳳閣寺本堂

境內的鳳閣寺傳說為7世紀時由役小角奉天皇旨意所見，現在為真言宗鳳閣寺派的本山。

## 姊妹、友好城市

### 日本
在2012年黑瀧村建村100周年之際，正好位於大阪市浪速區的通天閣也在舉辦100周年的活動，成為位於繁華市區的浪速區與位於山間的黑瀧村開始交流的契機。

## 外部連結
- （日語） 黑瀧村觀光協會（页面存档备份，存于）
- （日語） 黑瀧村宣傳部的Facebook專頁
- （日語） 黑瀧村宣傳部的X（前Twitter）
- （日語） 黑瀧村的Instagram帳戶